# Vicente Petra
Vicente Cardeal Petra (em italiano: Vincenzo Cardinale Petra) (Nápoles, 13 de novembro de 1662 – Roma, 21 de março de 1747) foi um sacerdote católico italiano e cardeal da Santa Igreja Católica.

## Biografia
Nasceu em uma família patrícia napolitana; filho de Carlo Petra, conselheiro do rei de Nápoles e primeiro duque de Vastogirardi, e de sua esposa Cecilia Pepe. Irmão de Nicola Petra, 2º Duque de Vastogirardi, e Giuseppe Maria Petra, Marquês de Caccavone; sobrinho de Diego Petra, Arcebispo de Sorrento, e de Dionísio Petra, Bispo de Capri. Vincenzo frequentou o Seminário Romano e a Universidade de Nápoles, da qual recebeu o Doutorado in troque iure, em Direito Civil em Canônico, em 18 de dezembro de 1682.
Em 1691, foi nomeado secretário do Mons. Giovanni Muti Pappazurri, famoso auditor da Rota. Em 24 de setembro de 1693 tornou-se advogado estagiário nos tribunais da Assinatura Apostólica e em novembro de 1694 juiz. Em junho de 1698 tornou-se secretário da Sagrada Congregação para a Visitação Apostólica e a situação do clero regular. Vice-auditor da Câmara Apostólica, janeiro de 1700, secretário da Congregação para o Concílio Tridentino, maio de 1706. Em 1º de abril de 1711 foi nomeado consultor da Penitenciária Apostólica e confirmado neste cargo em 21 de janeiro de 1713.
Vincenzo Petra foi ordenado sacerdote em 2 de outubro de 1712. No mesmo ano tornou-se consultor da Congregação para a Inquisição Romana e Universal e cônego da Basílica de Latrão.
Foi escolhido arcebispo titular de Damasco, em 5 de outubro de 1712, pelo Papa Clemente XI, sendo sagrado a 9 de outubro do mesmo ano, pelo Cardeal Fabrizio Paolucci; os co-consagradores foram Domenico de Zaoli, Arcebispo Titular de Teodosia, e Antonio San Felice, Bispo de Nardò. Em 8 de dezembro de 1712 foi nomeado assistente ao sólio pontifício. Foi Secretário da Sagrada Congregação dos Bispos e Religiosos, dezembro de 1715, posto que ocupou até sua promoção; datário da Penitenciária Apostólica, em 1722.
Foi criado cardeal-presbítero do título de Santo Onofre, recebendo o galero no consistório de 20 de novembro de 1724. Abade de S. Maria dei Banzi, Nápoles, 1725. Em 10 de janeiro de 1727 foi nomeado prefeito da Propaganda Fide, cargo que exerceu até a sua morte. Nomeado pró-penitenciário-mor do Sacro Colégio, durante a sede vacante de 1730. Participou do conclave de 1730, que elegeu o Papa Clemente XII, que o confirmou como penitenciário-mor em 12 de julho, permanecendo nesse cargo até sua morte. Em 19 de janeiro de 1733 foi nomeado camerlengo da Santa Igreja Romana e em 11 de fevereiro de 1737 optou pelo título presbiteral de San Pietro in Vincoli. Participou do conclave de 1740, que elegeu o Papa Bento XIV. Em 16 de setembro de 1740, foi promovido a Cardeal-bispo, recebendo a sede suburbicária de Palestrina.
Faleceu a 21 de março de 1747, em Roma, às 10h30, sendo o corpo transferido no dia seguinte para a igreja de Santa Maria in Vallicella, onde tiveram lugar as pompas fúnebres, com capela papal. Desta igreja o seu corpo foi trasladado para a Igreja do Espírito Santo dos Napolitanos, onde foi sepultado defronte ao altar-mor, numa tumba mandada construir por ele próprio.